# Хильфикон
Хильфикон (нем. Hilfikon) — населённый пункт в Швейцарии, входит в состав коммуны Фильмерген округа Бремгартен в кантоне Аргау.
Население составляет 238 человек (на 31 декабря 2007 года).
До 2009 года был самостоятельной коммуной (официальный код — 4070). С 1 января 2010 года присоединён к коммуне Фильмерген.

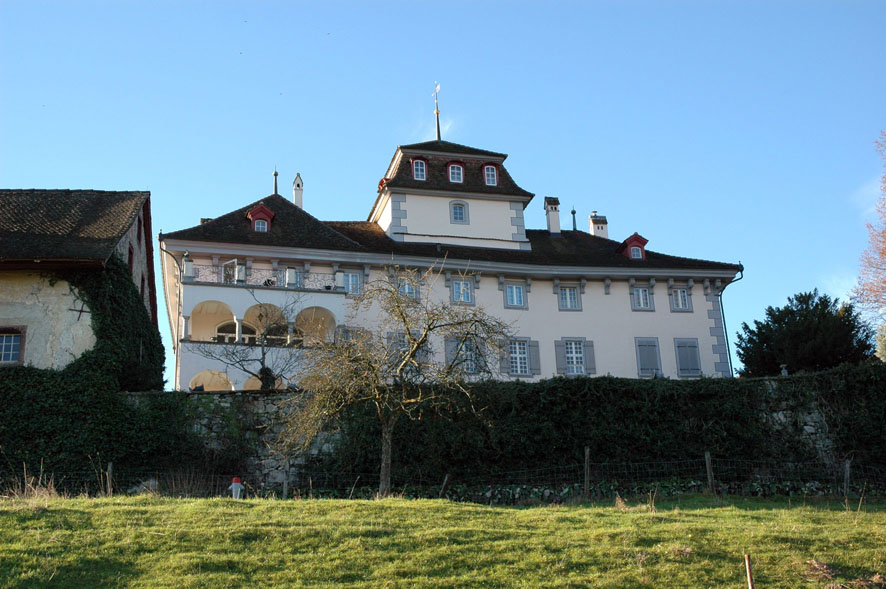
Замок Хильфикон